# Дреннан, Роберт
Роберт Дреннан (Robert D. Drennan; 15 октября 1947 — 18 апреля 2025) — американский археолог и антрополог, занимавшийся сравнительным анализом ранних сложных обществ («вождеств»), с момента их зарождения.
Заслуженный эмерит-профессор Питтсбургского университета, член НАН США (2004).

## Биография
Вырос близ Луисвилля (штат Кентукки). Еще в школьном возрасте он, уже заинтересовавшись археологией, успел посетить в связи с этим своим интересом Египет, Грецию, Мексику и Перу. С 1965 года учился в Принстоне, на кафедре искусства и археологии, получил там степень бакалавра искусств. В 1969 году поступил в аспирантуру Мичиганского университета, где тогда зарождалась «Новая археология». Учился у Кента Флэннери. К полевым исследованиям приобщился в 1970 году в Мексике.
В Мичиганском университете получил степени магистра и доктора философии (1975). Являлся заслуженным эмерит-профессором кафедры антропологии Питтсбургского университета. Отмечен Provost’s Award for Excellence in Mentoring (2007).
Проводил полевые исследования в Китае, Мезоамерике и северной части Южной Америки. Член Американской ассоциации содействия развитию науки.
Соавтор книги Regional Settlement Demography in Archaeology (Eliot Werner Publications).